# Adam LeBor
Adam LeBor (London, 1961. –) angol író, újságíró, stílusoktató és szerkesztési tanácsadó. 1991 óta dolgozik külpolitikai tudósítóként. A The Independent és a The Times munkatársaként a helyszíneken követte végig a kommunista rendszerek összeomlását és a balkáni háborúkat. Eddigi újságírói pályafutása során több mint harminc országban dolgozott. Számos önálló publikációja mellett jelenleg több lap számára is rendszeresen ír cikkeket: The Economist, Financial Times, The New York Times és a Monocle. Stílusoktatóként (writing coach) és szerkesztési tanácsadóként (editorial trainer) dolgozik a Financial Times-nál, a Citywire-nél és a Monocle-nál, illetve számos gazdasági intézménynél, például az Európai Újjáépítési és Fejlesztési Banknál. Az Arvon Foundation-nél a krimi műfajára specializálódott írásművészetet (creative writing) oktat.

## Könyvei
LeBor eddig nyolc, a kritikusok által is elismert és méltatott tényirodalmi művet írt. Az Alvó számlák (Hitler's Secret Bankers) című könyvét, amely azt a témát járja körül, hogy a svájci bankok miként működtek együtt a nácikkal a II. világháború éveiben, Orwell-díjra is jelölték. Emellett megírta a volt jugoszláv-szerb elnök, Slobodan Milošević életrajzát. Fontos műve a City of Oranges (Narancsok városa), amely a jaffai zsidó és arab családok életét mutatja be. A művet jelölték a Jewish Quarterly-díjra. A tényirodalmi művek mellett hat regény szerzője, köztük egy trilógiáé, amelynek központi alakja Yael Azoulay, volt Moszad-ügynök, aki az ENSZ főtitkár titkos megbízottjaként tevékenykedik. A Nyolcadik kerület és a Kossuth Square (Kossuth tér) LeBor új trilógiájának első két kötete. A főszereplő, Kovács Baltazár, egy roma származású detektív a Budapesti Rendőr-főkapitányság Nyomozó Főosztályáról. LeBor könyveit eddig tizennégy nyelvre fordították le.

## Kovács Baltazár, egy budapesti roma nyomozó – krimisorozat
LeBor jelenleg egy regényfolyamon dolgozik, amelynek főszereplője Kovács Baltazár, roma származású rendőr, a Budapesti Rendőr-főkapitányság Nyomozó Főosztályának detektívje. Az első rész, a magyarul is olvasható Nyolcadik kerület, District VIII címmel, 2017-ben jelent meg a Head of Zeus gondozásában. A cselekmény a 2015 nyarán kibontakozó migránsválság három napjának eseményeit öleli fel. Egy szír menekült, aki a Keleti pályaudvar előtt sátorozik, gyilkosság áldozata lesz, majd a holtteste titokzatos körülmények között eltűnik. Kovácsot egykori kollégája, aki akkor már az újonnan felállított félkatonai rendvédelmi szerv, a Csendőrség kötelékében dolgozik, figyelmezteti, hogy ne keveredjen bele az ügybe. Ő azonban ennek ellenére nyomozni kezd a gyilkos után. Rövidesen azonban mindenre elszánt embercsempészek, a legmagasabb politikai körökig érő korrupció és a migránsválságot kihasználva, Magyarországot tranzitútvonalként használó iszlám fanatikusok szövevényes hálójában találja magát – egy olyan fojtogató és halálos hálóban, amelynek egyes szálai öccsének, Gáspárnak, a város legbefolyásosabb maffiózójának kezében futnak össze.
A regényfolyam második kötete, a Kossuth Square, 2019 áprilisában jelent meg a Head of Zeus kiadásában. A cselekmény egy héttel a Nyolcadik kerület történései után kezdődik, a rákövetkező hétvégén. A bűnözői csoportok, amelyek felett Kovács ideiglenesen felülkerekedett, újból megjelennek a színen, s borzalmas bosszút terveznek: a célpont nemcsak a nyomozó, hanem az egész budapesti Belváros. Kovács ismételten válaszút elé kerül: a törvényesség vagy a saját családja iránti hűség. A Daily Mail értékelése szerint a Kossuth Square „egy elegáns, sajátos hangulatú mese, amely minden oldalon valamilyen váratlan fordulatot rejt.”1
LeBor a sorozat harmadik kötetén dolgozik, amelynek munkacíme Margaret Bridge (Margit híd).
A londoni székhelyű Kindle Entertainment produkciós iroda megvásárolta a Kovács Baltazár-sorozat filmes jogait.

## A Yael Azoulay thriller sorozat
A trilógia cselekményének helyszíne az ENSZ. Főszereplője Yael Azoulay, egy volt Moszad-ügynök, aki a főtitkár inkognitóban ténykedő megbízottjaként és képviselőjeként dolgozik: ő közvetít és segít azoknak a titkos megállapodásoknak a megszületésében, amelyek mozgásban tartják a szuperhatalmakat összekötő diplomáciai gépezet fogaskerekeit – s nem mellékesen biztosítják a világot behálózó globális üzleti érdekcsoportok működését. A sorozat megírásához a szerző két forrásból merített ihletet: egyrészt a bibliai Jáél személyéből, aki megölte Siserát, a kánaániták hadvezérét; másrészt abból az időszakból, amit tudósítóként a volt Jugoszláviában töltött a balkáni háborúk időszakában, ahol személyesen találkozott ENSZ-hivatalnokokkal és a békefenntartó csapatokkal.
A Yael Azoulay-sorozat megírásakor LeBor egyes elemeket átvett a Complicity with Evil: The United Nations in the Age of Modern Genocide (Cinkosság az Ördöggel: az ENSZ a modern kori népirtások korában) című tényfeltáró könyvéből, amely azt a témát vizsgálja, hogy az ENSZ miért volt képtelen elejét venni a boszniai, ruandai és dárfúri népirtásoknak. A Complicity with Evil egy ENSZ-jelentés után kapta a nevét, ami a szervezet szerepét vizsgálata ezekben a konfliktusokban. A könyv középpontjában az ENSZ-hivatalnokok munkája áll. A Yael Azoulay-sorozat azokat az erkölcsi és politikai dilemmákat vázolja fel, amelyekkel az ENSZ-alkalmazottak szembesülnek a munkájukkal együtt járó hatalmas nyomás és feszültség alatt.
A trilógia első kötete, a The Geneva Option („A genfi alternatíva”) 2013 nyarán jelent meg az amerikai HarperCollinsnál és a brit Telegramnál. A cselekmény középpontjában francia, német és izraeli vállalatok összeesküvése áll. A cégek meg akarják szerezni a világ teljes tantálkészletét és a kereskedelme feletti ellenőrzést. Ez a ritka fém alapvető fontosságú a számítógépek és a mobiltelefonok gyártásához. Yael rájön, hogy ezek a cégek az ENSZ-t akarják felhasználni arra, hogy egy újabb népirtást szabadítsanak rá Afrikára.
A második, a The Washington Stratagem („A washingtoni összeesküvés”) címet viselő kötetet az amerikai HarperCollin adta ki 2014 novemberében, amit az angol nyelvű kiadás követett 2015 tavaszán (Head of Zeus). A történet Washingtonban és Isztambulban kezdődik. A főtitkár megbízza Yaelt, hogy találkozzon egy férfival, aki az egyik legbefolyásosabb amerikai hadiipari gyáróriás vezérigazgatója. Eközben felfedez egy szövevényes összeesküvést, aminek a szálai Washingtontól egészen Teheránig nyúlnak. A konspirátorokat egyetlen cél vezérli: meggyilkolni Renee Freshwatert, az USA első női elnökét.
A The Istanbul Exchange (Az isztambuli csere) című elbeszélés egy szabadon letölthető e-könyv, amely az amerikai HarperCollins gondozásában jelent meg 2013 tavaszán.
A zárókötet, a The Reykjavik Assignment, („A reykjavíki kinevezés”) 2016-ban jelent meg a HarperCollinsnál és a Head of Zeusnál. Yaelt Reykjavíkba küldik, hogy közvetítsen a Freshwater elnök és iráni tárgyalópartnere közötti szupertitkos megbeszélésen. A tárgyalások tétje elhárítani egy újabb közel-keleti háborút. Mindkét vezető békét akar, de saját országaikban befolyásos ellenfelek ténykednek, akiknek meggyőződésük, hogy az új fegyveres konfliktussal tovább növelhetik a befolyásukat és a vagyonukat.
A kritikusok nagyra értékelték a szereplők, elsősorban Yael, jellemrajzának összetettségét és azt a „szürke” erkölcsi zónát, amelyben Yael kénytelen döntéseket hozni.

## Budapest protokoll
LeBor első regénye, a Budapest protokoll (The Budapest Protocol) először 2009-ben jelent meg a Reportage Pressnél, majd 2011-ben a Beautiful Booksnál. A könyv cselekménye 1944 telén kezdődik a budapesti gettóban, miközben a magyar főváros körül bezárul a Vörös Hadsereg ostromgyűrűje; majd idősíkot váltva átugrik jelenbe, az Európai Unió első elnökválasztási kampányának időszakába. A főszereplő egy Farkas Alex nevű, Budapesten dolgozó külföldi újságíró, aki felfedezi, hogy az egész választási kampány egy titkos összeesküvés csúcspontja, amelynek hátterében a nácik állnak, akik még a II. világháború végnapjaiban megtervezték, hogy évtizedekkel később hogyan vegyék át ismét a hatalmat.
A könyvet részben az Amerikai Katonai Hírszerzés Intelligence Report EW-Pa 128 kódjelű, 1944. november 27-ei keltezésű, Londonban összeállított jelentése ihlette, amelyet az Amerikai Nemzeti Levéltár 1996-ban tett hozzáférhetővé. A Red House Report néven ismert jelentés a szerző Alvó számlák című könyvében is fontos szerepet kap. A Red House Report egy francia hírszerző információin alapul, aki 1944. augusztus 10-én részt vett a strasbourgi Maison Rouge (Red House) Hotelben egy megbeszélésen, amelyen náci főtisztek és német iparmágnások vettek részt. A jelentés, amelyet a Budapest protokollban is megemlít, az iparmágnások terveit vázolja fel a háború utáni Németország újjáépítéséről. Jóllehet egyesek kételkednek a jelentés hitelességében, a dokumentumon egyaránt rajta szerepel a hozzáférhetővé tétel dátuma (1996. május 6.) és az eredeti azonosító kód (NND765055).

## Tényirodalmi művei angol nyelven
A Heart Turned East: Among the Muslims of Europe and America (Egy keletre fordult szív: Európa és Amerika muszlimjai között), New York City, 1997, Thomas Dunne Books. ISBN 9780312181093. – Az európai és USA-beli muszlim kisebbségek életét járja körbe és mutatja be.
Hitler's Secret Bankers (magyarul: Alvó számlák), New York City, 1997, Birch Lane Press. ISBN 9782702807095; 2., bővített kiadás: Secaucus (NJ), 1999, Carol Publishing Group. ISBN 9780806521213. – A könyv a svájciak és a nácik pénzügyi és gazdasági összefonódásáról szól a II. világháború éveiben. A művet Orwell-díjra jelölték.
Seduced By Hitler: The Choices of a Nation and the Ethics of Survival (Hitler csábítása: egy nemzet választása és a túlélés etikája), New York City, 2000, Barnes & Noble/Sourcebooks, ISBN 9780760770481. – Roger Boyes-szal közösen írt mű a Harmadik Birodalom mindennapjairól.
Milosevic: A Biography (Milosevic: Életrajz), New Haven (CT), 2002, Yale University Press, ISBN 9780300103175.
City of Oranges: Arabs and Jews in Jaffa (Narancsok városa: Arabok és zsidók Jaffában), New York City, 2006, W. W. Norton & Company, ISBN 9780393329841. – A Jewish Quarterly Wingate-díjra jelölt alkotás az izraeli Jaffa városában élő zsidó és arab családok életét mutatja be. A Head of Zeus 2017 újra kiadta a művet (ISBN 9781786695932) egy terjedelem utószóval kiegészítve, amelyben a szerző elmondja, mi történt a könyvben szereplő családokkal első kiadás óta eltelt évtizedben.
Complicity with Evil: The United Nations in the Age of Modern Genocide (Cinkosság az Ördöggel: az ENSZ a modern kori népirtások korában), New Haven (CT), 2006, Yale University Press, ISBN 978-0300111712. – Ebben az írásában LeBor azt a kérdést vizsgálja meg alaposabban, hogy az ENSZ miért nem tudta elejét venni a boszniai, ruandai és a dárfúri népirtásoknak; különös tekintettel az ENSZ-hivatalnokok személyes szerepére ezekben a kudarcokban.
The Believers: How America fell for Bernard Madoff's $65 billion Investment Scam (A Hívők, avagy hogyan tudott az USA bedőlni Bernard Madoff 65 milliárd dolláros befektetési csalásának?), London, 2009, Orion Publishing Group, ISBN 9780297859192.
Tower of Basel: The Shadowy History of the Secret Bank that Runs the World (A bázeli torony: a világot irányító titkos bank rejtélyes története), New York City, 2013, PublicAffairs, ISBN 9781610393812. – LeBor eddigi utolsó tényfeltáró könyve a Bank for International Settlements (Nemzetközi Fizetések Bankja) történetéről, amely, a témáját tekintve, a maga nemében az első ilyen mű.
LeBor társszerzőként részt vett a City of Oranges című könyvén alapuló, a BBC által készített dokumentumfilm-sorozat, a Jaffa Stories készítésében.

## Magyarul megjelent művei
- Budapest protokoll; ford. H. Kovács Mária; Agave Könyvek, Bp., 2010, 334 p., ISBN 9789639868748
- Alvó számlák. Hogyan húzott hasznot Svájc a náci népirtásból?; ford. Király Zsuzsa; Bastei, Bp., 2000, ISBN 9632964101
- Nyolcadik kerület; ford. Antóni Csaba; Kossuth, Bp., 2019, ISBN 9789630994941